# Keish

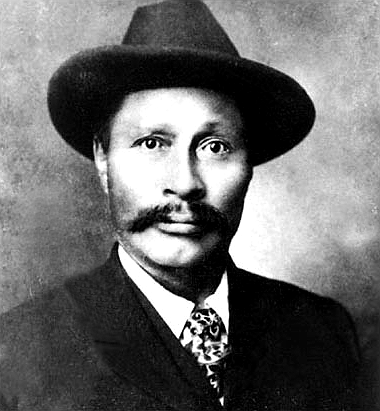
Keish (Skookum Jim Mason).

Keish (circa 1855 – 11 de julio de 1916), más conocido por su nombre europeo Skookum Jim Mason, fue un miembro de la Primera Nación de los tagish, un pueblo de la familia atabasca situado en lo que actualmente es el Territorio del Yukón, en Canadá. Nació cerca del lago Bennett y murió en Carcross, Yukón.
A mediados de la década de 1880, trabajó como porteador en el paso de Chilkoot transportando suministros para los mineros, razón por la que obtuvo su apodo Skookum debido a su extraordinaria fuerza (skookum es una palabra que significa «fuerte» en la jerga Chinook, utilizada en la costa del Pacífico canadiense).
Ayudó a William Ogilvie en sus exploraciones del curso alto del río Yukón, mostrando a los miembros de la expedición el camino a través del paso White. Keish es actualmente considerado como el descubridor del oro que originó la fiebre del oro de Klondike, aunque debido a los prejuicios existentes en aquella época el hallazgo fue atribuido a su cuñado, George Carmack. También es posible que el descubrimiento fuera en realidad llevado a cabo por la hermana de Keish, Shaaw Tláa.